# Де Орнелас, Фернандо
Фернандо Франко де Орнелас (исп. Fernando Franco de Ornelas; 29 июля 1976, Каракас) — венесуэльский футболист, нападающий. Выступал за сборную Венесуэлы.

## Биография
За свою 19-летнюю карьеру де Орнелас успел поиграть, помимо Венесуэлы, в Гонконге, Англии, Португалии, Шотландии, Китае, Германии, Кипре и Норвегии. Среди его клубов, за которые де Орнелас выступал, выделяются «Селтик», «Кристал Пэлас», «Куинз Парк Рейнджерс», «Маритиму», «Нюрнберг». С клубом «Хэппи-Вэлли» Де Орнелас стал чемпионом Гонконга в 1999 году.
За сборную Венесуэлы де Орнелас провёл 28 матчей и забил 5 мячей, был участником Кубка Америки в 2007 году.